# Cornimont (Belgique)
Pour les articles homonymes, voir Cornimont.
Cornimont (en wallon Coirnîmont) est une section et un village de la commune belge de Bièvre située en Région wallonne dans la province de Namur.

## Évolution démographique
- Source: DGS, 1831 à 1970=recensements population, 1976= habitants au 31 décembre

## Histoire
La commune de Cornimont a d'abord fait d'objet d'une première fusion (effet au 01/01/1965) avec les anciennes communes de Baillamont, Gros-Fays et Oizy pour former la commune d'Oizy. Celle-ci fut à son tour fusionnée le 01/01/1977 pour rejoindre la nouvelle commune de Bièvre.

## Patrimoine et culture

### Patrimoine architectural
- La chapelle Saint-Monon date du XVIIIe siècle.